# Friedrich Hebbel
Friedrich Hebbel (født 18. marts 1813 i Wesselburen i Ditmarsken, død 13. december 1863 i Wien) var en tysk digter. 
Hebbel, der var født som dansk undersåt, voksede op i små forhold, men allerede tidlig modtog han stærke indtryk af marskegnenes natur og folkeliv. 14 år gammel blev han skriver hos sognefogden i sin fødeby, men 1834 lykkedes det ham, hvis digteriske fantasi allerede havde givet sig udslag i forskellige forsøg, at komme til Hamburg for at studere. Her tog 
forfatterinden Amalie Schoppe sig moderligt af ham, og her sluttede han det mærkelige venskab med Elise Lensing, der opofrede sig for sin lidenskabelige ven. 
Hebbel drog 1836 til Heidelberg for at studere, derfra til München, hvor hans personlige forhold senere gav ham 
digteriske impulser. Han levede i fortsat kamp med næringssorger, og da han omsider bestemte sig til at vende hjem til Hamburg, måtte han, ledsaget af sin lille hund, tiltræde tilbagerejsen til fods. I Hamburg skrev han nu sine første dramaer Judith (1841) og Genoveva (1843), værker, der straks forråder den unge digters lidenskabelige vælde og styrke i karakteristikken, men også hans hang til de overdrevne udtryk og de bizarre virkninger. 
Han viste sig dog samtidig i sine Gedichte og Neue Gedichte som en fin og bevæget lyriker. 1843 rejste han til København, hvor han sluttede venskab med Oehlenschläger og på dennes anbefaling fik et flerårigt rejsestipendium af sin landsherre, kong Christian VIII. Han tog nu til Paris, hvor han fuldendte sit sørgespil, Maria Magdalene, der udkom 1844, tilegnet kongen med et Digt (Hebbels eneste på dansk af Karl Larsen oversatte og på Dagmarteatret opførte stykke). Samtidig diskuterede han i Mein Wort über das Drama de dramaturgiske principper med J.L. Heiberg, der som censor havde forkastet Judith (censur i Det kongelige Teaters arkiv). 
I Paris modtog Hebbel den rystende efterretning, at hans og Elises søn Max var død. 1844 skænkede hun en anden søn livet. Hebbel rejste nu videre til Italien og bosatte sig derpå i Wien, hvor han ægtede skuespillerinden Christiane Enghaus, der overlevede ham ind i det 20. århundrede, så hans berømmelses klimaks og blev over 90 år gammel. I sit lykkelige ægteskab vandt Hebbel livslykke og fred og fortsatte nu sin digteriske virksomhed med komedien Der Diamant, sørgespillene Herodes und Mariamne og Julia, eventyrlystspillet Der Rubin og tragikomedien Ein Trauerspiel in Sicilien. 
I 1850'erne skrev Hebbel siden værker som Gyges und sem Ring, der især ved Kainz’ spil vandt en renaissance på Burgteatret, hvor Hebbel i levende live måtte kæmpe mod Laubes uvilje, tragedien Agnes Bernauer og det episke digt Mutter und Kind. Hans mesterværk er dog trilogien Die Nibelungen (1862), hvor han i vældige sammenstød behandler to livsanskuelsers kamp. Sit sidste drama, Demetrius efterlod han ufuldendt, lige så vel som mange andre udkast og skitser til dramaer. Hans digteriske berømmelse blev først fastslået i begyndelsen af 1900-tallet. Emil Kuh og Adolf Glaser udgav 1866—68 hans Sämtliche Werke, hvortil senere er kommet Richard Maria Werners ypperlige kritiske udgaver, både af værker, breve og dagbøger.